# Claudine av Monaco
Claudine Grimaldi av Monaco, född 1451, död efter 19 november 1515, monark och senare gemål av Monaco.

## Biografi
Claudine var dotter till Katalan av Monaco och Blanca del Carretto. 
Hon efterträdde sin far som hans enda barn vid hans död 1457 under förmyndarskap av sin farmor Pomellina Fregoso, som var hennes regent. Fadern hade i sitt testamente förordnat att hon skulle gifta sig med sin kusin Lambert för att den regerande dynastin fortfarande skulle heta Grimaldi. 
Hon abdikerade till förmån för sin kusin Lambert I av Monaco 1458 och gifte sig med honom 1465.